# Tomasz Bonek
Tomasz Bonek (ur. 11 sierpnia 1977) – polski pisarz, dziennikarz, reporter i dokumentalista, autor książek, manager mediów, podróżnik.
Współtwórca sukcesu i wieloletni redaktor naczelny portalu Money.pl, a także dyrektor wydawniczy redakcji biznesowych Onetu i Ringier Axel Springer Polska (Forbes.pl, Business Insider Polska, Biznes.Onet). W 2016 roku odpowiadał za wprowadzenie polskiej wersji globalnego serwisu ekonomicznego Business Insider.
Od 2019 związany z Wydawnictwem Znak, dla którego pisze książki reporterskie.

## Życiorys
Pracę jako dziennikarz rozpoczął pod koniec lat 90. XX wieku w „Gazecie Wrocławskiej”, a następnie w „Słowie Polskim” (stworzył i był kierownikiem działu ekonomicznego redakcji tego dziennika aż do fuzji tytułu z Gazetą Wrocławską). W telewizji TVP Wrocław był współautorem i prowadzącym program BiznesManiak. Jego artykuły publikowane były także w: „Rzeczpospolitej”, „Newsweeku”, „Pulsie Biznesu” i „Press”.
Od 2004 do 2015 roku był redaktorem naczelnym portalu finansowego Money.pl. Tu stworzył od podstaw redakcję serwisu, która obecnie jest jednym z największych profesjonalnych zespołów dziennikarskich publikujących w polskim internecie. Odpowiadał też za wizerunek Grupy Money.pl. Kształtował również zawartość magazynów w Grupie Money.pl: iWoman.pl i MenStream.pl, Platine.pl.
W lutym 2010 r. objął dodatkowo funkcję prezesa zarządu spółki Interaktywnie.com, należącej do Grupy Money.pl, która wydaje branżowy magazyn poświęcony portalom internetowym i biznesowi w sieci. Spółkę tę przejął od Grupy WP, kiedy ta kupiła 100 proc. udziałów w Money.pl, wówczas też rozstał się z portalem.
W 2015 roku, razem z Martą Smagą, założył agencję marketingową TBMS Spółka z o.o., zajmującą się kompleksową realizacją projektów internetowych, w tym zarządzaniem nimi. Jednym z jej pierwszych klientów została Grupa Onet-RASP, gdzie Tomasz Bonek objął stanowisko dyrektora biznesowych redakcji internetowych, a jego zadaniem było połączenie newsroomów obu firm i segmentacja produktów medialnych.
Spółka Tomasz Bonek i Marta Smaga była odpowiedzialna za wdrożenie polskojęzycznej wersji globalnego serwisu internetowego Business Insider – ten debiut internetowy roku 2016 został zrealizowany na zlecenie Grupy Onet – RAS Polska.
Tomasz Bonek w 2005 roku napisał książkę – reportaż Przeklęty skarb, opowiadającą o aferach związanych z odkryciem skarbu średzkiego. W 2012 ukazały się dwie kolejne książki Tomasza Bonka. Lubiąż. Mroczne tajemnice opactwa to zbiór reportaży o pechu prześladującym największy w Polsce zabytek architektoniczny, opowiadających o agentach SB szukających w nim skarbów oraz o tajnym, podziemnym ośrodku badawczym jaki prowadzili tu naziści. Kolejna pozycja wydawnicza z 2012 to Biznes w internecie, która ukazała się nakładem Wolters Kluwer. W 2013 ukazały się kolejne biznesowe książki wydane przez to samo wydawnictwo: Biznes na Facebooku i nie tylko... oraz Internet dla seniora. 2014 rok przyniósł kolejną pozycję autorstwa Bonka, wydane przez Wydawnictwo Technol Miasto skarbów, czyli drugą po Przeklętym skarbie opowieść o klejnotach ze Środy Śląskiej. W 2016 ukazała się pierwsza z serii „Inne strony świata” książka podróżnicza Bonka, zatytułowana Set Maat – siedlisko prawdy. Wędrówki po Egipcie, Izraelu, Jordanii i Maroku.
W 2019 roku Tomasz Bonek związał się z Wydawnictwem „Znak”, dla którego pisze książki, przede wszystkim reportaże historyczne. Wydana przez imprint Znak Horyzont gross-roseńska trylogia śmierci tuż po wydaniu stała się bestsellerem Empiku – każdy z tytułów (Chemia śmierci, Demony śmierci, Komando śmierci) zajmował pierwsze miejsca w kategorii najlepiej sprzedających się książek historycznych.
Tomasz Bonek prowadzi zajęcia ze studentami Uniwersytetu Wrocławskiego z przedmiotów: dziennikarstwo internetowe, dziennikarstwo ekonomiczne, redakcja portali internetowych, internet jako narzędzie public relations, reportaż podróżniczy.
Tomasz Bonek jest laureatem nagrody „Ostre Pióro 2004”.

## Śledztwa dziennikarskie
1. W 2005 roku Tomasz Bonek w serii artykułów publikowanych w dzienniku Słowo Polskie oraz w książce Przeklęty skarb (II wydanie pt. Miasto skarbów) opisał afery związane z odkryciem w Środzie Śląskiej słynnego skarbu. Ujawnił, jak przez zaniedbania urzędników PRL bezpowrotnie zaginęła większa część tego średniowiecznego zabytku[10].
2. W 2012 roku w książce Lubiąż. Mroczne tajemnice opactwa (II wydanie pt. Lubiąż. Klasztor mrocznych tajemnic) wyjaśnił II-wojenną tajemnicę największego zabytku sakralnego w Polsce – opactwa w Lubiążu. Podczas II wojny światowej Niemcy stworzyli tu tajny ośrodek badawczy zajmujący się radiolokacją, a w klasztornych laboratoriach stworzono prototypy tranzystora, który zrewolucjonizował światową elektronikę[11].
3. W 2020 roku Tomasz Bonek w książce Zaginione złoto Hitlera. Bezpieka PRL na tropie skarbu Festung Breslau ujawnił dokumenty dot. tzw. złota Wrocławia, czyli rzekomych kilkudziesięciu ton złota ukrytych przez uciekających Niemców w Festung Breslau, tym samym rozwiązał zagadkę tzw. złotego pociągu, który miał zostać ukryty pod Wałbrzychem. Opisał też jak SB na polecenia generałów Kiszczaka i Jaruzelskiego w stanie wojennym szukała na Dolnym Śląsku tego skarbu[12].
4. W 2021 roku w książce Chemia śmierci. Zbrodnie w najtajniejszym obozie III Rzeszy przez Tomasza Bonka opisana została tragiczna historia więźniów obozów Dyhernfurth I i II (dziś Brzeg Dolny), w którym Niemcy testowali na więźniach tabun i sarin oraz stworzyli fabrykę tych śmiercionośnych gazów bojowych[13].
5. W 2022 roku w książce Demony śmierci. Zbrodniarze z Gross-Rosen Tomasz Bonek ujawnił, że obozowy lekarz KL Gross-Rosen opracowywał w tym obozie metodę mordowania więźniów zastrzykami z wody utlenionej, benzyny i fenolu, tu też po raz pierwszy, na jeńcach radzieckich, zastosował ją na masową skalę. Po przeniesieniu do Auschwitz i Birkenau Friedrich Entress i jego współpracownicy zabili w ten sposób około 25 tys. osób[14].
6. W 2023 roku w książce Komando śmierci. Ostatnia tajemnica KL Gross-Rosen i Kloster Leubus wyjaśnił zagadki dotyczące komanda naukowców o kryptonimie „Wetterstelle”, które zostało zorganizowane w obozie koncentracyjnym Gross-Rosen na Dolnym Śląsku oraz opisał ich powiązania z badaniami prowadzonymi podczas II wojny światowej w pocysterskim opactwie w Lubiążu. Według tych ustaleń w obu tych lokalizacjach Niemcy prowadzili zaawansowane projekty dotyczące radiolokacji w oparciu o urządzenia działające na falach centymetrowych i prototypach tranzystorów[15].
7. W wydanej w 2023 roku książce Ludzie na mydło. Mit, w który uwierzyliśmy opisał, jak powstał jeden z pierwszych polskich narodowych fake newsów, dotyczący tego, że Niemcy podczas II wojny światowej w obozach koncentracyjnych produkowali mydło z ludzkiego tłuszczu. Ujawnił w niej także, jak Sowieci naciskali na członków komisji badania zbrodni niemieckich – w tym na Zofię Nałkowską – aby po wizytacji instytutu anatomicznego profesora Rudolfa Spannera w Gdańsku wydali komunikat, że była to fabryka mydła z Polaków i Żydów, mimo że nie było na to dowodów. Dopiero po 70 latach okazało się, że w owym instytucie produkcji takiej substancji nie prowadzono, a nawet nie opracowywano takiej technologii, a mydło z tłuszczu ludzkiego powstawało jako produkt uboczny maceracji zwłok, jak to się dzieje nawet dzisiaj przy produkcji preparatów anatomicznych ze zwłok[16].

## Nagrody i wyróżnienia
1. Ostre pióro 2004 – nagroda dla najlepszego dziennikarza ekonomicznego w internecie[17].
2. Najlepsza publikacja o tematyce ekonomicznej 2011/2012 w kategorii „Systemy informatyczne w biznesie” dla książki Biznes w internecie[18].
3. Nagrody „Economicus” Dziennika Gazety Prawnej 2012 – nominacja dla książki Biznes w internecie[8].

## Książki
1. Przeklęty skarb, Tomasz Bonek, Wrocław 2005, Bonek&Szewczyk, ISBN 83-922160-0-8.
2. Lubiąż. Mroczne tajemnice opactwa, Tomasz Bonek, Wrocław 2012, Vanilia, ISBN 83-925760-9-8.
3. Biznes w internecie, Tomasz Bonek, Marta Smaga, Warszawa 2012, Wolters Kluwer, ISBN 978-83-264-3830-1.
4. Biznes na Facebooku i nie tylko, Tomasz Bonek, Marta Smaga, Warszawa 2013, Wolters Kluwer, ISBN 978-83-264-4387-9.
5. Internet dla seniora, Tomasz Bonek, Marta Smaga, Warszawa 2013, Wolters Kluwer, ISBN 978-83-264-3170-8.
6. Miasto skarbów, Tomasz Bonek, Kraków 2014, Wydawnictwo Technol, ISBN 978-83-60762-53-0.
7. Lubiąż. Klasztor mrocznych tajemnic. Tomasz Bonek, Poznań 2015, Wydawnictwo Replika, ISBN 978-83-7674-456-8.
8. Jak zarabiać w internecie, Tomasz Bonek, Marta Smaga, Warszawa 2015, Wolters Kluwer, ISBN 978-83-264-8252-6.
9. Set Maat – Siedlisko prawdy. Wędrówki po Egipcie, Izraelu, Jordanii i Maroku, Tomasz Bonek, Poznań 2016, Wydawnictwo Replika, ISBN 978-83-7674-532-9.
10. Zaginione złoto Hitlera. Bezpieka PRL na tropie skarbu Festung Breslau, Tomasz Bonek, Kraków 2020, Znak Horyzont, ISBN 978-83-240-5683-5.
11. Chemia śmierci. Zbrodnie w najtajniejszym obozie III Rzeszy, Tomasz Bonek, Kraków 2021, Znak Horyzont, ISBN 978-83-240-7945-2.
12. Demony śmierci. Zbrodniarze z Gross-Rosen, Tomasz Bonek, Kraków 2022, Znak Horyzont, ISBN 978-83-240-8733-4.
13. Komando śmierci. Ostatnia tajemnica KL Gross-Rosen i Kloster Leubus, Kraków, 2022, Znak Horyzont, ISBN 978-83-240-8843-0.
14. Ludzie na mydło. Mit, w który uwierzyliśmy, Kraków 2023, Znak Horyzont, ISBN 978-83-240-8876-8.
15. Lubiąż. Biografia Cudu, Kraków 2024, Kraków 2024, Znak Horyzont, ISBN 9788324090020.
16. Repatrland '45. Drogi Polaków na Ziemie Odzyskane, Kraków 2025, Znak Horyzont, ISBN 9788383678184.